# Sólo para escuchar
Sólo para escuchar es el décimo álbum de la banda madrileña Los Secretos. Se trata del primer álbum de estudio publicado por la banda tras el fallecimiento de Enrique Urquijo en 1999. 

## Producción
En el 2001, una vez terminada la gira de homenaje al desaparecido Enrique Urquijo, la banda comenzó a grabar el primer trabajo sin su hasta ahora líder y principal compositor. El peso compositivo recayó en Álvaro Urquijo, que compuso la mayoría de los temas que componen el álbum, aunque también se contó con colaborares como José María Granados, que firmó "Mientras me enseñas" y "Nada que decir", y Quique González, "Discos de antes". De las composiciones de Álvaro destacan "Cada vez que tu me miras" que abre el disco y que dedica a su hija Daniela y “Cada día”, escrita a su hermano Enrique. La producción corrió a cargo del prestigioso productor británico Nigel Walker.
| N.º | Título                                      | Duración |  |
| 1.  | «Cada Vez Que Tú Me Miras» (Álvaro Urquijo) | 4:20     |  |
| 2.  | «Como Un Corazón» (Álvaro Urquijo)          | 4:45     |  |
| 3.  | «Cada Día» (Álvaro Urquijo)                 | 4:15     |  |
| 4.  | «Cerca» (Álvaro Urquijo)                    | 3:22     |  |
| 5.  | «Está Prohibido Llorar» (Álvaro Urquijo)    | 4:24     |  |
| 6.  | «Mientras Me Enseñas» (José María Granados) | 3:59     |  |
| 7.  | «Alguien Como Tú» (Álvaro Urquijo)          | 4:41     |  |
| 8.  | «Nada Que Decir» (José María Granados)      | 4:15     |  |
| 9.  | «Discos De Antes» (Quique González)         | 4:41     |  |
| 10. | «Contando Estrellas» (Álvaro Urquijo)       | 3:02     |  |
| 11. | «Gracias Por Elegirme» (Álvaro Urquijo)     | 2:56     |  |